# 四溴双酚A
四溴双酚A為白色粉末，用作塑料制品添加剂，是常用的溴化阻燃劑之一。

## 合成
四溴双酚A是双酚A的衍生物，製造四溴双酚A時，双酚A也是原料之一。大部份商業上使用的四溴双酚A純度不高，是由許多溴化程度不同的化合物混合而成。不過這不影響商業上的使用，因為這物質大多數是作為阻燃劑，而其關鍵是其平均的含溴量。因此商業上使用的四溴双酚A不需純化，即可作為一種低價、有效的阻燃劑。